# Dialógusfilozófia
A dialógusfilozófia egy olyan modern filozófiai irányzat, mely az embert kapcsolatainak fényében vizsgálja. 
Rokonságot mutat bizonyos egzisztencialista és fenomenológiai törekvésekkel, valamint általánosságban szoros kapcsolatban áll a zsidó illetve keresztény vallásfilozófiával.

## Tanítása
Az ember alapvetően viszonyban létezik, ezért csak így értelmezhető. Nem tehető a megismerés tárgyává, mert folyamatos, dinamikus kapcsolatban áll a külvilággal; viszonyban áll a dolgokkal, a többi emberrel és végső soron Istennel. Amikor tehát erről a viszonyról beszélünk, nem lehetséges egy harmadik, objektív, viszonyon kívüli nézőpont felvétele.
Az Én-Te kapcsolatban az ember állandó párbeszédet folytat, "a nyelvben áll", ugyanis a nyelv elsőrendű közegében létezik. Ez azt jelenti, hogy a másik ember soha nem hagyható válasz nélkül és azzal, hogy megszólítom, máris felelősséget vállalok iránta. Ez a reláció tehát mindig etikai jelleget ölt. A dialógus-filozófián belül eltérések találhatóak arra nézve, hogy az interperszonális viszonyt szimmetrikusnak vagy aszimmetrikusnak gondoljuk el. A szimmetrikus viszonyban Én és Te felcserélhetőek és egyenrangúak egymással (Buber), az aszimmetrikus viszony ellenben hierarchikus természetű (Sartre, Lévinas).

## Képviselői
- Ferdinand Ebner
- Martin Buber
- Franz Rosenzweig
- Emmanuel Lévinas
- Dumitru Staniloae
- Mihail Mihajlovics Bahtyin